# Prelatura territorial de Lábrea
La prelatura territorial de Lábrea (en latín: Praelatura Territorialis Labreana y en portugués: Prelazia Territorial de Lábrea) es una circunscripción eclesiástica de la Iglesia católica en Brasil. Se trata de una prelatura territorial latina, sufragánea de la arquidiócesis de Porto Velho. Desde el 13 de abril de 2016 su prelado es Santiago Sánchez Sebastián, de la Orden de Agustinos Recoletos.

## Territorio y organización
La prelatura territorial tiene 68 262 km² y extiende su jurisdicción sobre los fieles católicos de rito latino residentes en 4 municipios del estado de Amazonas: Lábrea, Tapauá, Pauini y Canutama.
La sede de la prelatura territorial se encuentra en la ciudad de Lábrea, en donde se halla la Catedral de Nuestra Señora de Nazaret.
En 2021 en la prelatura territorial existían 5 parroquias.

## Historia
La prelatura territorial fue erigida el 1 de mayo de 1925 con la bula Imperscrutabili Dei del papa Pío XI, obteniendo el territorio de la diócesis de Amazonas (hoy arquidiócesis de Manaus).
Originalmente sufragánea de la arquidiócesis de Belém do Pará, el 16 de febrero de 1952 pasó a formar parte de la provincia eclesiástica de la arquidiócesis de Manaos, mientras que el 4 de octubre de 1982 pasó a ser sufragánea de la arquidiócesis de Porto Velho.

## Estadísticas
Según el Anuario Pontificio 2022 la prelatura territorial tenía a fines de 2021 un total de 74 000 fieles bautizados.
| Año                                                                             | Población            | Población | Población      | Sacerdotes | Sacerdotes    | Sacerdotes    | Bautizados por sacerdote | Diáconos permanentes | Religiosos | Religiosos | Parroquias |
| Año                                                                             | Bautizados católicos | Total     | % de católicos | Total      | Clero secular | Clero regular | Bautizados por sacerdote | Diáconos permanentes | Varones    | Mujeres    | Parroquias |
| ------------------------------------------------------------------------------- | -------------------- | --------- | -------------- | ---------- | ------------- | ------------- | ------------------------ | -------------------- | ---------- | ---------- | ---------- |
| 1949                                                                            | 38 257               | 44 960    | 85.1           | 6          |               | 6             | 6376                     |                      | 6          |            | 3          |
| 1963                                                                            | 42 500               | 42 800    | 99.3           | 9          |               | 9             | 4722                     |                      | 9          | 5          | 4          |
| 1968                                                                            | 56 000               | 60 000    | 93.3           | 4          |               | 4             | 14 000                   |                      | 10         | 4          | 4          |
| 1976                                                                            | 44 000               | 45 000    | 97.8           | 7          |               | 7             | 6285                     |                      | 17         | 5          | 4          |
| 1980                                                                            | 52 700               | 55 600    | 94.8           | 7          | 1             | 6             | 7528                     |                      | 16         | 8          | 4          |
| 1990                                                                            | 65 600               | 71 600    | 91.6           | 13         | 1             | 12            | 5046                     |                      | 19         | 10         | 4          |
| 1999                                                                            | 61 000               | 74 000    | 82.4           | 15         | 3             | 12            | 4066                     |                      | 18         | 9          | 4          |
| 2000                                                                            | 61 000               | 74 598    | 81.8           | 14         | 2             | 12            | 4357                     |                      | 17         | 11         | 4          |
| 2001                                                                            | 61 000               | 74 598    | 81.8           | 14         | 2             | 12            | 4357                     |                      | 17         | 11         | 4          |
| 2002                                                                            | 61 500               | 78 832    | 78.0           | 13         | 1             | 12            | 4730                     |                      | 17         | 12         | 4          |
| 2003                                                                            | 62 500               | 78 832    | 79.3           | 13         | 2             | 11            | 4807                     |                      | 16         | 13         | 4          |
| 2004                                                                            | 61 500               | 78 832    | 78.0           | 13         | 2             | 11            | 4730                     |                      | 17         | 13         | 4          |
| 2013                                                                            | 69 600               | 88 700    | 78.5           | 24         | 16            | 8             | 2900                     |                      | 12         | 11         | 4          |
| 2016                                                                            | 71 400               | 95 600    | 74.7           | 11         | 3             | 8             | 6490                     |                      | 11         | 7          | 4          |
| 2019                                                                            | 73 100               | 97 900    | 74.7           | 13         | 4             | 9             | 5623                     |                      | 13         | 10         | 4          |
| 2021                                                                            | 74 000               | 99 000    | 74.7           | 16         | 4             | 12            | 4625                     |                      | 15         | 12         | 5          |
| Fuente: Catholic-Hierarchy, que a su vez toma los datos del Anuario Pontificio. |                      |           |                |            |               |               |                          |                      |            |            |            |

## Episcopologio
- Sede vacante (1925-1944)
- Ignacio Martínez Madrid, O.A.R. † (27 de junio de 1930-16 de marzo de 1942 falleció) (administrador apostólico)

- José del Perpetuo Socorro Álvarez Mácua, O.A.R. † (1944-30 de noviembre de 1967 renunció)

- Sede vacante (1967-1971)

- Florentino Zabalza Iturri, O.A.R. † (7 de junio de 1971-12 de enero de 1994 renunció)
- Jesús Moraza Ruiz de Azúa, O.A.R. (12 de enero de 1994-13 de abril de 2016 renunció)
- Santiago Sánchez Sebastián, O.A.R., desde el 13 de abril de 2016